# ثقب أسود (مسلسل كوري)
حفرة مظلمة (بالكورية: 다크홀) هو مسلسل تلفزيوني كوري جنوبي، من بطولة كيم أوك فين ولي جون هيوك، عرض على أو سي إن وتي في إن، من 30 أبريل 2021. يعرض المسلسل أيضا بالتزامن مع عرضه في كوريا الجنوبية على منصتي آي جيي وفيكي على مستوي العالم.

## القصة
تحكي هذه الدراما عن مجموعة من الناجين الذين يتعين عليهم القتال من أجل حياتهم ضد المسوخ وهم بشر يتحولون عند استنشاقهم دخاناً غامقاً غامضاً من حفرة بالوعة.

## بطولة
- كيم أوك بين بدور لي هوا سون.[7]
- لي جون هيوك بدور يو تاي هان.

## المشاهدات
حفرة مظلمة": مشاهدو كوريا الجنوبية لكل حلقة (بالآلاف).
| المموسم |     | رقم الحلقات | رقم الحلقات | رقم الحلقات | رقم الحلقات | رقم الحلقات | رقم الحلقات | رقم الحلقات | رقم الحلقات | رقم الحلقات | رقم الحلقات | رقم الحلقات | رقم الحلقات | المعدل |
| المموسم |     | 1           | 2           | 3           | 4           | 5           | 6           | 7           | 8           | 9           | 10          | 11          | 12          | المعدل |
| ------- | --- | ----------- | ----------- | ----------- | ----------- | ----------- | ----------- | ----------- | ----------- | ----------- | ----------- | ----------- | ----------- | ------ |
| 1       | OCN | 255         | —           | 116 العاصمة | —           | 132 العاصمة | 155 العاصمة | —           | —           | —           | —           | —           | 169 العاصمة | —      |
| 1       | tvN | 427         | 572         | 309         | 410         | 130 العاصمة | —           | —           | —           | —           | —           | —           | 297         | —      |

ملاحظة : غ / م تعني أن التنصيفات غير متاحة.
| رقم    | تاريخ البث    | متوسط حصة الجهور  | متوسط حصة الجهور  | متوسط حصة الجهور |
| رقم    | تاريخ البث    | AGB Nielsen.      | AGB Nielsen.      | AGB Nielsen.     |
| رقم    | تاريخ البث    | على الصعيد الوطني | على الصعيد الوطني | سيئول            |
| رقم    | تاريخ البث    | OCN               | tvN               | tvN              |
| ------ | ------------- | ----------------- | ----------------- | ---------------- |
| 1      | 30 أبريل 2021 | 1.025%            | 1.882%            | 2.370%           |
| 2      | 1 مايو 2021   | 0.957%            | 2.352%            | 2.873%           |
| 3      | 7 مايو 2021   | 0.8%              | 1.070%            | غ/م              |
| 4      | 8 مايو 2021   | 0.8%              | 1.647%            | 1.769%           |
| 5      | 14 مايو 2021  | 0.7%              | 0.940%            | 1.166%           |
| 6      | 15 مايو 2021  | 0.9%              | —                 | —                |
| 7      | 21 مايو 2021  | 0.6%              | 0.9%              | —                |
| 8      | 22 مايو 2021  | 5.0%              | 1.1%              | —                |
| 9      | 28 مايو 2021  | 5.0%              | 0.98%             | 1.137%           |
| 10     | 29 مايو 2021  | 1.0%              | 1.0%              | —                |
| 11     | 4 يونيو 2021  | 1.3%              | 0.7%              | —                |
| 12     | 5 يونيو 2021  | 1.0%              | 1.42%             | 1.915            |
| المعدل | المعدل        | %                 | %                 | %                |

## الإنتاج

### صناعة
أعلنت أو سي إن عن تشكيلتها الدرامية لعام 2021 في نوفمبر 2020 والتي شملت الدفعة الخامسة من مشروع "Dramatic Cinema مسلسل"حفرة مظلمة.
المسلسل من أخراج كيم بونغ جو وكتابة جونغ يي دو الذي كتب مسلسل مثل أنقذني لعام 2017 وغرباء من الجحيم لعام 2019 والقواعد لعام 2019.

### أختيار
كشفت أو سي إن عن خبر اختيار كيم أوك بين ولي جون هيوك في 9 أكتوبر 2020. في 11 ديسمبر 2020 أعلن عن انضمام يون جونغ جون إلى فريق التمثيل. وفي 14 ديسمبر 2020 ورد أن جانغ سونغ وون انضم إلى فريق التمثيل. أصدرت أو سي إن الصور من القراءة الأولى للسيناريو في 2 مارس 2021.

## روابط خارجية
- حفرة مظلمة على موقع IMDb (الإنجليزية)
- حفرة مظلمة على موقع ليتربوكسد (الإنجليزية)
- حفرة مظلمة على موقع كينوبويسك (الروسية)
- حفرة مظلمة على موقع قاعدة بيانات الفيلم (الإنجليزية)